# 커피믹스
커피 믹스(영어: coffee mix)는 인스턴트 커피, 설탕, 커피 화이트너(커피 크리머) 등을 섞어서 1회 분씩 포장하여 물에 타서 먹을 수 있도록 해 놓은 커피 제품이다. 최초로 믹스커피(mixed coffee)가 사용된 곳은 미군의 전투식량 '씨레이션'이며, 브랜드로서는 동서식품에서 '맥심'(Maxim)이라는 브랜드로 커피믹스가 1976년에 세계 최초로 개발되었다.
1990년대 초만 해도 파우치(pouch)형태의 커피가 더 많이 팔리고 있는 상황이어서 동서식품은 서울과 부산 등 대도시 지역에는 파우치를 공급하고 그 외 지방에는 주로 스틱제품을 공급하였다. 동서식품은 1991년까지 수작업에 의존하였으나 이후 음용의 편의성때문에 스틱커피의 수요가 늘면서 스틱제품 포장설비기계를 개발했다. 동서식품의 커피믹스가 세계적으로도 기술적 우위를 점하게 되면서 1990년대 말에는 그동안 스페셜티 커피라는 이름으로 분류됐던 커피믹스 제품이 세계시장에서 커피믹스라는 이름으로 통용되기 시작했다.

## 커피믹스 경쟁사들의 출현
1990년에는 미원음료가 커피믹스를 생산하면서 적극적인 판매전을 펼쳤고, 1991년에는 인스턴트 커피만을 생산해온 네슬레가 동서식품의 커피믹스를 벤치마킹하여 시장에 참여했다. 경쟁사들이 동서식품의 뒤를 이어 커피믹스 시장에 진출하면서 장기적으로는 커피믹스 시장이 성장했다. 동서식품, 남양유업, 롯데칠성음료와 네슬레가 경쟁시장을 벌이고 있다. 작년까지만해도 네슬레가 만년2위를 하고 있었지만, 지난해 6월 남양유업에 추월당했다.
최근에 커피시장에 대한 뛰어드는 음식료업체가 증가하고 있다. 서울우유와 농심이 커피시장에 제품출시계획을 검토하고 있다.

## 커피믹스의 해외수출
2010년 12월 남양유업이 커피믹스 시장에 진출한 지 6개월 만에 해외시장에 진출을 시작했다. 먼저,'프렌치카페 카페믹스'를 중국에 처음 수출했고,
이후 미국과 호주에도 한인사회를 주타깃으로 삼아 수출을 시작했다.
현재 남양유업은 우리나라 토종기업임에도 해외로 수출을 하고 중국·미국·호주·카자흐스탄에 직접 영업사원을 파견, 대규모 시음행사를 벌이고 판매상을 접촉하는 등 마케팅과 영업 활동을 벌이고 있다.
지금까지 수출액은 500만 달러로 미미한 수준이지만 내년 10월 전남 나주 커피 전용공장이 완공되면 수출이 탄력을 붙을 것으로 기대하고 있다.
아울러 남양유업은 일본, 동남아, 중동, 동유럽 등으로 수출지역을 확대하기 위해 시장조사를 진행 중이다. 지난 24일 일본의 유업체인 북해도 유업과 '프렌치카페' 컵 커피 수출 계약이 성사된 데 이어 커피믹스 수출 논의도 진행되고 있다.